# Michael Kelly (skuespiller)
 For alternative betydninger, se Michael Kelly. (Se også artikler, som begynder med Michael Kelly)
Michael Joseph Kelly (født 22. maj 1969 i Philadelphia i Pennsylvania, USA) er en amerikansk skuespiller. Han er bedst kendt for sin rolle som Doug Stamper i den amerikanske tv-serie House of Cards samt sine roller i Changeling, Dawn of the Dead, The Adjustment Bureau, Chronicle, Now You See Me og Everest. Han har endvidere medvirket i tv-miniserien Generation Kill, 6 afsnit af The Sopranos som Agent Ron Goddard, og i tv-serierne Criminal Minds: Suspect Behavior og Taboo.

## Medvirken i film

### Film
| År   | Titel                           | Rolle                   | Noter         |
| ---- | ------------------------------- | ----------------------- | ------------- |
| 1998 | Origin of the Species           | Fisher                  |               |
| 1998 | River Red                       | Frankie                 |               |
| 1999 | Man on the Moon                 | Michael Kaufman         |               |
| 2000 | Unbreakable                     | Doctor Dubin            |               |
| 2004 | Dawn of the Dead                | CJ                      |               |
| 2005 | Loggerheads                     | George                  |               |
| 2005 | Carlito's Way: Rise to Power    | Rocco                   | Direct-to-DVD |
| 2006 | Out There                       | Mitchell                |               |
| 2006 | Invincible                      | Pete                    |               |
| 2007 | Broken English                  | Guy                     |               |
| 2007 | Zoe's Day                       | Dad                     |               |
| 2007 | Tooth & Nail                    | Viper                   |               |
| 2008 | Changeling                      | Detective Lester Ybarra |               |
| 2008 | The Narrows                     | Danny                   |               |
| 2008 | Tenderness                      | Gary                    |               |
| 2009 | Law Abiding Citizen             | Bray                    |               |
| 2009 | The Afterlight                  | Andrew                  |               |
| 2009 | Defendor                        | Paul Carter             |               |
| 2009 | Did You Hear About the Morgans? | Vincent                 |               |
| 2010 | Nice Tie, Italiano!             | The American            | Kortfilm      |
| 2010 | Fair Game                       | Jack                    |               |
| 2011 | The Adjustment Bureau           | Charlie Traynor         |               |
| 2012 | Chronicle                       | Richard Detmer          |               |
| 2013 | Now You See Me                  | Agent Fuller            |               |
| 2013 | Man of Steel                    | Steve Lombard           |               |
| 2015 | Everest                         | Jon Krakauer            |               |
| 2015 | Secret in Their Eyes            | Reginald Siefert        |               |
| 2016 | Viral                           | Michael Drakeford       |               |

### Tv
| År      | Titel                             | Rolle                      | Noter |
| ------- | --------------------------------- | -------------------------- | --- |
| 1994    | Lifestories: Families in Crisis   | Gym Manager                | Afsnit: "A Body to Die For: The Aaron Henry Story" |
| 2000–01 | Level 9                           | Wilbert 'Tibbs' Thibodeaux | 12 afsnit |
| 2000    | Law & Order: Special Victims Unit | Vet Tech Barry             | Afsnit: "Slaves" |
| 2001    | Third Watch                       | Chip Waller                | Afsnit: "The Relay" |
| 2002    | The Shield                        | Sean Taylor                | Afsnit: "Dragonchasers" |
| 2002    | Law & Order: Special Victims Unit | Mark                       | Afsnit: "Disappearing Acts" |
| 2002    | Law & Order                       | Douglas Karell             | Afsnit: "Asterisk" |
| 2003    | Judging Amy                       | Jack Barrett               | Afsnit: "Just Say Oops" |
| 2003    | E.D.N.Y.                          | Anderson                   | TV pilot |
| 2004    | The Jury                          | Keen Dwyer                 | Afsnit "Last Rites" |
| 2005    | Kojak                             | Detective Bobby Crocker    | 9 Afsnit |
| 2006–07 | The Sopranos                      | Agent Ron Goddard          | 6 episodes |
| 2006    | Law & Order: Special Victims Unit | Luke Dixon                 | Afsnit: "Confrontation" |
| 2007    | CSI: Miami                        | Lucas Wade                 | Afsnit: "Born to Kill" |
| 2008    | Law & Order                       | Gary Talbot                | Afsnit: "Falling" |
| 2008    | Generation Kill                   | Capt. Bryan Patterson      | 7 Afsnit |
| 2008    | Fringe                            | John Mosley                | Afsnit: "The Arrival" |
| 2009    | Washingtonienne                   | Paul Movius                | TV pilot |
| 2010    | Criminal Minds                    | Jonathan "Prophet" Sims    | Afsnit: "The Fight" |
| 2011    | Law & Order: Criminal Intent      | Terrence Brooks            | Afsnit: "Boots on the Ground" |
| 2011    | Criminal Minds: Suspect Behavior  | Jonathan "Prophet" Sims    | 13 Afsnit |
| 2011    | The Good Wife                     | Mickey Gunn                | 2 Afsnit |
| 2011–13 | Person of Interest                | Mark Snow                  | 7 Afsnit |
| 2013–17 | House of Cards                    | Douglas "Doug" Stamper     | 64 Afsnit Nominated—Primetime Emmy Award for Outstanding Supporting Actor in a Drama Series (2015–17) Nominated—Satellite Award for Best Supporting Actor – Series, Miniseries or Television Film Nominated—Screen Actors Guild Award for Outstanding Performance by an Ensemble in a Drama Series (2015–16) |
| 2016    | Black Mirror                      | Arquette                   | Afsnit: "Men Against Fire" |
| 2017    | Taboo                             | Dr. Edgar Dumbarton        | 7 Afsnit |
| 2017    | The Long Road Home                | Gary Volesky               | |